# Udo Knapp
Udo Knapp (* 5. Mai 1945 in Altenburg) ist ein deutscher Politologe und Politiker. Er war der letzte Vorsitzende des SDS. Bis heute arbeitet er als Publizist u. a. für die taz.

## Anfänge
Udo Knapp wurde in Altenburg (Thüringen), geboren. 1960 verließ die Familie die DDR und zog nach Hannover. Nach dem Abitur studierte er von 1966 bis 1972 Politikwissenschaft an der Freien Universität in Berlin. Ab 1972 arbeitete er als Sachbearbeiter beim Bezirksamt Spandau in der Jugendförderung. Mit seinem Kollegen Götz Aly wurde er an der Freien Universität mit einer gemeinsamen, umstrittenen Dissertation promoviert, die sich mit den fragwürdigen Tätigkeiten der kommunalen Jugendfreizeitarbeit Spandaus befasste.

## Politik und Ämter
Knapp wechselte mehrmals die Partei; er engagierte sich zunächst im SDS in West-Berlin, wo er es zum SDS-Vorsitzenden brachte. Er stand dem SDS bis zur Selbstauflösung der Organisation 1970 vor. Er wurde 1969 parallel Vorreiter und am OSI Mitglied der maoistischen Rote-Zellen-Bewegung. Übergeordnet steuerte er in der Parteiinitiative PL/PI (Proletarische Linke/Parteiinitiative) eine Bewegung von Studenten, deren Mitglieder sich zu mindestens einem halben Jahr Lohnarbeit in einem Betrieb verpflichteten. Die maoistisch orientierte PL/PI bzw. ihre 1972 gebildete Nachfolgeorganisation PL (Proletarische Linke) stand damit Anfang der 1970er Jahre im unmittelbarer Gegnerschaft zum KSV und dessen KPD/AO. Gleichzeitig wurden alle diese ultralinken K-Gruppen durch die von Ostberlin unterstützte, traditionell kommunistische Einheitspartei SEW an den Berliner Hochschulen verdrängt. Knapp wurde Mitte der 1970er Jahre Mitarbeiter im Bezirksamt Spandau, dort aber entlassen, als er bei der Trauerfeier für ein RAF-Opfer sitzenblieb. „Natürlich habe ich diesen Mord abgelehnt, ich habe mich vom Terror distanziert, aber Staatstrauer wollte ich mir nicht verordnen lassen. Das ging mit mir nicht.“
Udo Knapp war Mitglied der ÖTV und in den 1980er Jahren bei der Partei Die Grünen zunächst ab 1984 Assistent für deren Abgeordnete Hans-Christian Ströbele, Waltraud Schoppe sowie für die Fraktionsvorsitzenden der Grünen im Bundestag. Mit dem Parteiübertritt seines letzten Chefs, des Grünen-Abgeordneten Otto Schily, wechselte Knapp ebenfalls zur SPD. 1990 ging er in die noch existierende DDR zurück und wurde nach einer misslungenen Landtagskandidatur in Sachsen-Anhalt Dezernent in Wolgast.
Ab 1994 war er für die SPD stellvertretender Landrat der Insel Rügen, bis er 1996 abgewählt wurde. Er stellte sich gegen den massentourismusförderlichen Neubau einer vierspurigen Brücke auf die Insel. Er wurde Abteilungsleiter der Hochschulabteilung im Schweriner Bildungsministerium unter Regine Marquardt, 2002/03 im Finanzministerium und blieb Fraktionsvorsitzender der SPD-Fraktion in Sassnitz. Danach arbeitete er unter Minister Tiefensee für den Aufbau Ost im Bundesministerium für Verkehr, Bau und Stadtentwicklung (BMVBS). Auf Initiative Knapps, der für den „Beauftragten der Bundesregierung für die Neuen Bundesländer“ tätig war, konstituierte sich am 4. Juli 2008 ein Runder Tisch („Runder Tisch Produktionsschulen in den Neuen Ländern“) im BMVBS in Berlin.

## Positionen
Knapp verfasste zahlreiche Positionspapiere und politische Dokumente und arbeitet als Journalist.
Im August 2019 warf er den Ostdeutschen vor, am Sturz des SED-Regimes unbeteiligt gewesen zu sein und sich in zwei Diktaturen mehrheitlich angepasst verhalten zu haben. Ilko-Sascha Kowalczuk entgegnete ihm, Altlinke wie Knapp hätten sich bis 1989 überhaupt nicht für die DDR vor ihrer Haustür interessiert.
Vor dem Hintergrund der Streiks im öffentlichen Dienst im Jahr 2020 warf Knapp ver.di und anderen Gewerkschaften vor, „reine[n] Lohnmaschinen“ zu sein, und kritisierte den Ausstand insbesondere angesichts der Corona-Situation als unsolidarisch. Seitens ver.di wurden seine Anschuldigungen zurückgewiesen und als Ausdruck einer Austeritätspolitik interpretiert.
Nach dem russischen Überfall auf die Ukraine 2022 warnte Knapp, Putins wirkliches Ziel sei ein „weiter reichender Vernichtungskampf“ gegen die „freiheitliche westliche Welt und ihre Liberalität“, und befürwortete einen Einsatz von NATO-Truppen in der Ukraine, um „die völkerrechtswidrig eingedrungenen Armeen Putins hinter die Grenzen Russlands zurückzutreiben“.

## Schriften
- mit Götz Aly: Staatliche Jugendpflege und Lebensbedürfnisse von Jugendlichen. Eine kritische Analyse der Arbeit des Amtes für Jugendpflege (Jug VI) der Abteilung Jugend und Sport des Bezirksamts Spandau von Berlin in den Jahren 1972–1977. Dissertation an der FU Berlin 1978, gemeinsam mit Götz Aly: S. 3–154, Udo Knapp S. 155–295).
- Das Wagnis. Ökologische Realpolitik: pragmatisch, staatsfern, mehrheitsbewußt, grün. Eichborn, Frankfurt am Main 1991, ISBN 3-8218-0455-6.